# Ecclesia reformata et semper reformanda
Ecclesia Reformata et Semper Reformanda (łac. „Kościół Reformowany i stale się reformujący”) – jedno z haseł protestantyzmu, zakładające, że nieustanną potrzebą kościoła chrześcijańskiego jest reformacja oparta na Słowie Bożym (Ecclesia Reformata et Semper Reformanda Secundum Verbum Dei – na podstawie Słowa Bożego). Tradycja, w protestantyzmie nieuznawana za źródło wiary, podlega stałej rewizji (Semper Reformanda). Kościół, który nie podlega reformacji, staje się martwy duchowo. Hasło to jest szczególnie podkreślane w kościołach tradycji reformowanej.